# 蒙吕埃勒
蒙吕埃勒（法語：Montluel，法語發音：[mɔ̃lɥɛl] ⓘ），法国东南部城市，奥弗涅-罗讷-阿尔卑斯大区安省的一个市镇，隶属于布雷斯地区布尔格区，其市镇面积为40.11平方公里，2022年1月1日时人口数量为6,879人，在法国城市中排名第1,555位。
蒙吕埃勒位于安省西南部，栋布平原南端，是一个区域性的中心城市，也是里昂的一个中远郊卫星城，里昂—日内瓦铁路由此通过并设有车站。

## 地名来源
“Montluel”一名最初以拉丁语“Mons Loelli”的形式被记载，该名称对应法语单词“Mont”和“local”，意为“区域性的小丘”，可能与当地的自然地理景观有关。
蒙吕埃勒所处区域历史上曾通行法兰克-普罗旺斯语，“Montluel”对应的拼写为“Montluèl”。
此外，因翻译标准不同，“Montluel”在部分中文资料中被译为蒙吕埃尔。

## 历史

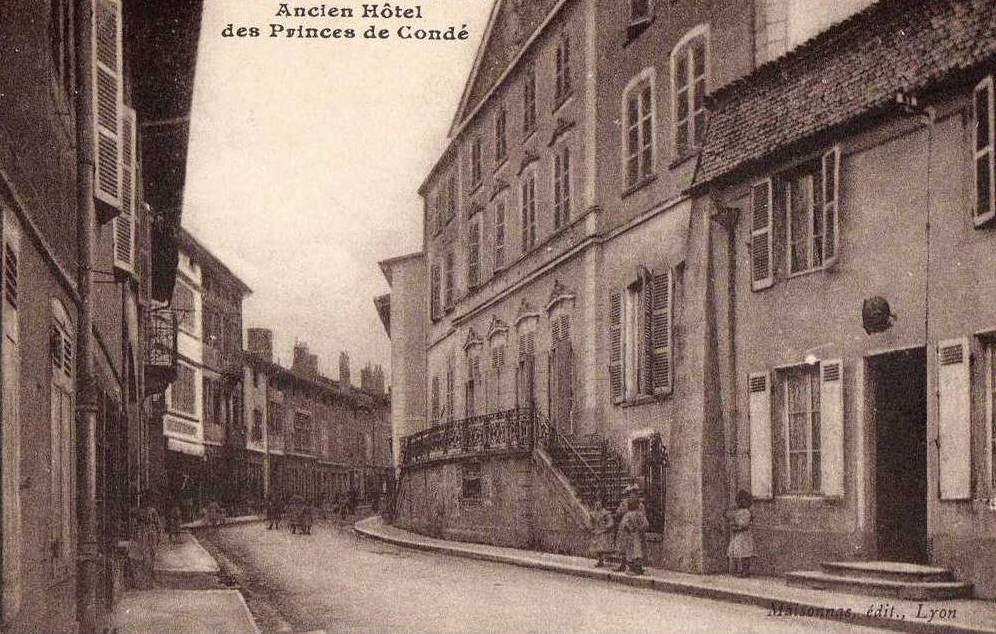
20世纪初的蒙吕埃勒街道

蒙吕埃勒的早期历史尚不清楚。根据当地官方网站的论述，蒙吕埃勒始建于中世纪。13世纪末，蒙吕埃勒曾为萨瓦伯国的一处保护领地。根据1349年签订的《罗芒条约》，蒙吕埃勒以南的多菲内地区被划给法兰西王室，蒙吕埃勒则保留其作为萨瓦伯国领地的特权。宗教战争期间，大批来自里昂地区的天主教徒及新教徒涌入蒙吕埃勒，蒙吕埃勒由此一度被称为“小里昂”。17世纪时，蒙吕埃勒出现了纺织作坊。法国大革命后，蒙吕埃勒成为安省的一个市镇。1794年，雅约和罗马内什两个市镇并入蒙吕埃勒。1829年，达尼厄从蒙吕埃勒划出成为独立市镇。工业革命期间，途径蒙吕埃勒的里昂—日内瓦铁路建成通车。1972年，科尔迪约并入蒙吕埃勒。自20世纪中后期起，得益于里昂的城市扩张以及高速公路和通勤列车的开通，蒙吕埃勒人口数量逐年增加，成为里昂的一个中远郊卫星城。
在地方文化研究方面，蒙吕埃勒的地方史爱好者于1974年创办了“蒙吕埃勒历史遗产协会”（Comité Histoire et Patrimoine de Montluel）。

## 地理

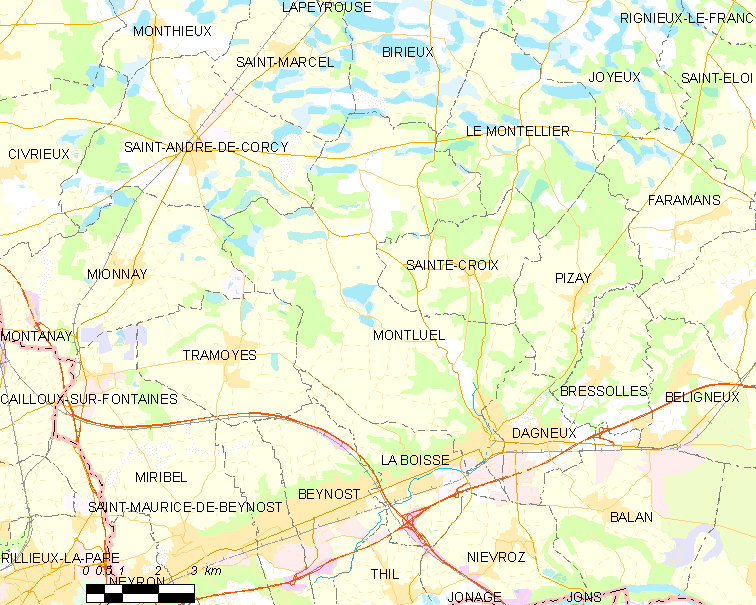
蒙吕埃勒市镇范围地图

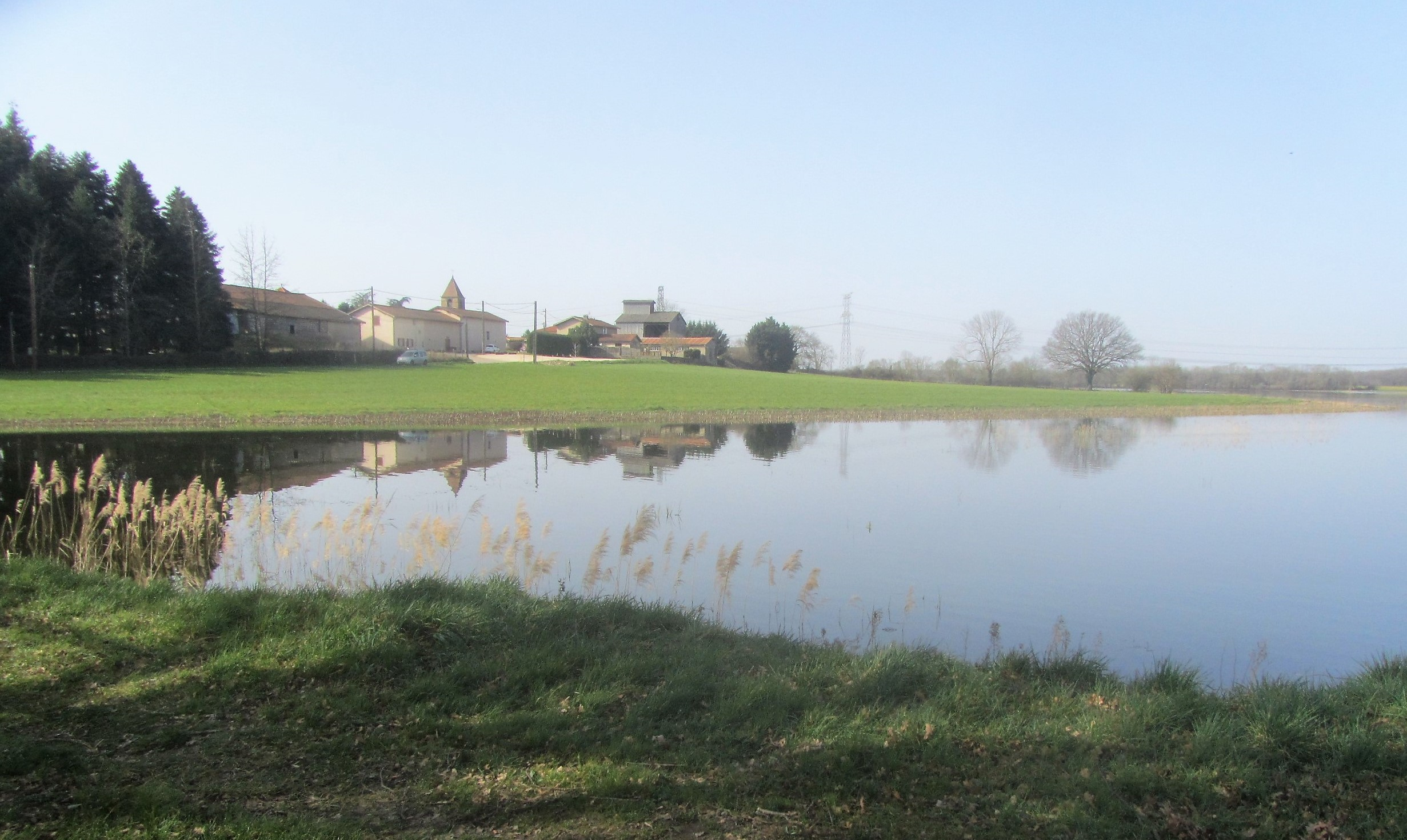
蒙吕埃勒境内的一处湖泊

蒙吕埃勒位于法国东南部，奥弗涅-罗讷-阿尔卑斯大区中东部和安省南部，距离省会布雷斯地区布尔格大约46公里。与蒙吕埃勒接壤的市镇包括：圣马塞尔、圣安德烈德科尔西、比里约、勒蒙特利耶、米奥奈、特拉穆瓦、拉布瓦斯、圣克鲁瓦、皮宰、拉布瓦斯和达尼厄。

### 地形
蒙吕埃勒位于栋布平原南部边缘地带，境内以平原和浅丘为主，市镇中心地势较为平坦，全境海拔在192到312米之间。

### 水文
蒙吕埃勒位于罗讷河流域范围内，市镇范围北部的栋布平原上有多处冰川消融后遗留下来的湖泊。瑟雷讷河自东北向西南斜穿流经镇中心。

### 植被
蒙吕埃勒属于温带阔叶混交林区，林地多分布于镇中心北侧的坡地地带。
在鲜花城市的评比中，蒙吕埃勒被评为2星级鲜花城市。

### 气候
蒙吕埃勒在柯本气候分类法中属于带有一定大陆性特征的温带海洋性气候（Cfb）。
距离蒙吕埃勒最近的常年气象站位于里昂圣埃克絮佩里机场，以下为该气象站的数据：
| 里昂-圣埃克絮佩里机场 1931年－2019年 | 里昂-圣埃克絮佩里机场 1931年－2019年 | 里昂-圣埃克絮佩里机场 1931年－2019年 | 里昂-圣埃克絮佩里机场 1931年－2019年 | 里昂-圣埃克絮佩里机场 1931年－2019年 | 里昂-圣埃克絮佩里机场 1931年－2019年 | 里昂-圣埃克絮佩里机场 1931年－2019年 | 里昂-圣埃克絮佩里机场 1931年－2019年 | 里昂-圣埃克絮佩里机场 1931年－2019年 | 里昂-圣埃克絮佩里机场 1931年－2019年 | 里昂-圣埃克絮佩里机场 1931年－2019年 | 里昂-圣埃克絮佩里机场 1931年－2019年 | 里昂-圣埃克絮佩里机场 1931年－2019年 | 里昂-圣埃克絮佩里机场 1931年－2019年 |
| 月份                                 | 1月                                  | 2月                                  | 3月                                  | 4月                                  | 5月                                  | 6月                                  | 7月                                  | 8月                                  | 9月                                  | 10月                                 | 11月                                 | 12月                                 | 全年                                 |
| ------------------------------------ | ------------------------------------ | ------------------------------------ | ------------------------------------ | ------------------------------------ | ------------------------------------ | ------------------------------------ | ------------------------------------ | ------------------------------------ | ------------------------------------ | ------------------------------------ | ------------------------------------ | ------------------------------------ | ------------------------------------ |
| 历史最高温 °C（°F）                  | 20.4 (68.7)                          | 22.4 (72.3)                          | 26.1 (79.0)                          | 28.8 (83.8)                          | 33.9 (93.0)                          | 38.1 (100.6)                         | 39.4 (102.9)                         | 39.9 (103.8)                         | 33.2 (91.8)                          | 28.5 (83.3)                          | 22.4 (72.3)                          | 20.1 (68.2)                          | 39.9 (103.8)                         |
| 平均高温 °C（°F）                    | 6 (43)                               | 8 (46)                               | 12.6 (54.7)                          | 16 (61)                              | 20.5 (68.9)                          | 24.3 (75.7)                          | 27.2 (81.0)                          | 26.7 (80.1)                          | 22.2 (72.0)                          | 17.1 (62.8)                          | 10.4 (50.7)                          | 6.6 (43.9)                           | 16.5 (61.7)                          |
| 日均气温 °C（°F）                    | 3.1 (37.6)                           | 4.5 (40.1)                           | 8.2 (46.8)                           | 11.1 (52.0)                          | 15.5 (59.9)                          | 19 (66)                              | 21.6 (70.9)                          | 21.2 (70.2)                          | 17.3 (63.1)                          | 13.2 (55.8)                          | 7.2 (45.0)                           | 4 (39)                               | 12.2 (54.0)                          |
| 平均低温 °C（°F）                    | 0.2 (32.4)                           | 1 (34)                               | 3.7 (38.7)                           | 6.3 (43.3)                           | 10.6 (51.1)                          | 13.7 (56.7)                          | 16 (61)                              | 15.6 (60.1)                          | 12.3 (54.1)                          | 9.2 (48.6)                           | 4.1 (39.4)                           | 1.4 (34.5)                           | 7.8 (46.0)                           |
| 历史最低温 °C（°F）                  | −20.3 (−4.5)                         | −12.9 (8.8)                          | −9.6 (14.7)                          | −3 (27)                              | −0.2 (31.6)                          | 4 (39)                               | 6.6 (43.9)                           | 5.1 (41.2)                           | 1.7 (35.1)                           | −3.7 (25.3)                          | −8.1 (17.4)                          | −12.7 (9.1)                          | −20.3 (−4.5)                         |
| 平均降水量 mm（）                    | 52.7 (2.07)                          | 49.2 (1.94)                          | 55 (2.2)                             | 79.5 (3.13)                          | 95.5 (3.76)                          | 75.2 (2.96)                          | 63.3 (2.49)                          | 67.5 (2.66)                          | 90.3 (3.56)                          | 100.1 (3.94)                         | 87 (3.4)                             | 65.6 (2.58)                          | 880.9 (34.68)                        |
| 月均日照時數                         | 72.7                                 | 99.3                                 | 167.8                                | 182.6                                | 216.5                                | 251.5                                | 278.6                                | 246.9                                | 186                                  | 123.5                                | 71.7                                 | 50.4                                 | 1,947.5                              |
| 来源：infoclimat.fr                  |                                      |                                      |                                      |                                      |                                      |                                      |                                      |                                      |                                      |                                      |                                      |                                      |                                      |

## 行政区划
蒙吕埃勒的市镇编号为01262，邮政编号为01120。
在行政管理方面，蒙吕埃勒隶属于法国奥弗涅-罗讷-阿尔卑斯大区安省布雷斯地区布尔格区；在地方选举方面，蒙吕埃勒隶属于梅克西米约县，其市镇范围全境被划入安省第二选区；在社会管理方面，蒙吕埃勒是河岸—蒙吕埃勒市镇公共社区的办公驻地。
蒙吕埃勒马拉迪耶尔（Maladière）街区为城市政策优先街区。
法国国家统计与经济研究所（简称）在进行数据统计时，将蒙吕埃勒及相邻的另外123个市镇设为里昂城市核心区，并将包括核心区在内的周边共514个市镇划为里昂城市区。自2020年起，里昂城市区被包含398个市镇的里昂城市辐射区代替。此外，还将蒙吕埃勒市镇分为了2个“块区”（IRIS），以便于统计人口分布情况。

## 交通

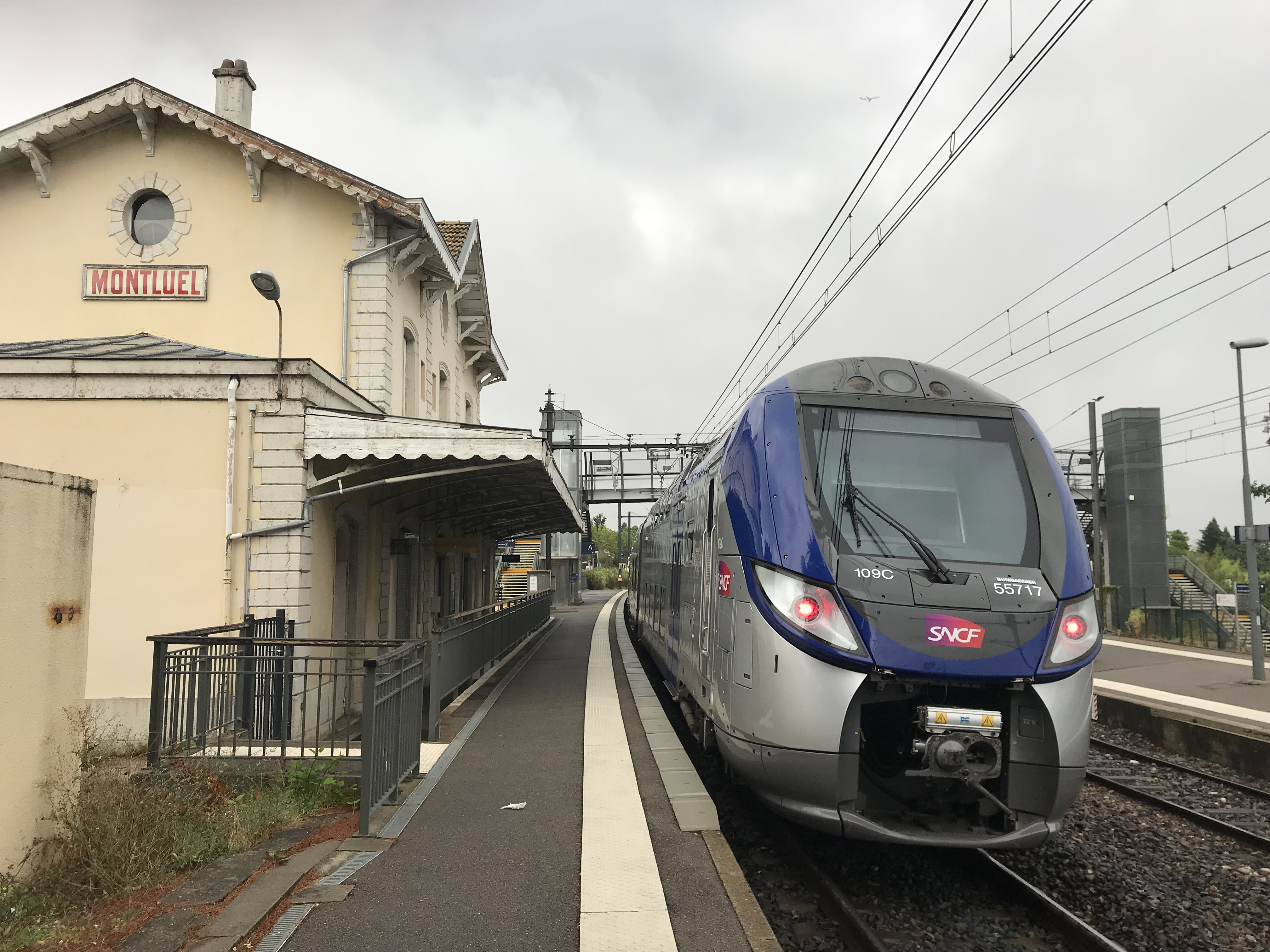
蒙吕埃勒火车站停靠的一辆区域列车

### 公路
A42高速公路经过蒙吕埃勒南部，通过5.1号出入口连接市区；此外安省省道D2线、D4线、D22线、D38线和D1084线在蒙吕埃勒境内交汇。奥弗涅-罗讷-阿尔卑斯城际巴士（商业名称为）下属的A32线和A71线停靠蒙吕埃勒，可直通里昂、布雷斯地区布尔格、沙拉蒙等地。
| 5.1 | 2.1 |

| 布雷斯地区布尔格 | 44 |

| 沃昂沃兰 | 18 |

| 昂贝略 | 30 |

2019年，79.1%的蒙吕埃勒家庭拥有至少一辆私人汽车。2021年，蒙吕埃勒境内共发生各类交通事故6起，造成10人受伤，其中3人重伤。

### 铁路
蒙吕埃勒位于上。蒙吕埃勒站位于市区南部，停靠往返于里昂和昂贝略一线的区域列车，部分班次可直通圣艾蒂安。

### 航空
距离蒙吕埃勒最近的民用航空站为18公里外的里昂圣埃克絮佩里机场。

### 城市公共交通
蒙吕埃勒城市公共交通（商业名称为）是当地的城市公共交通系统，由当地的市镇公共社区负责运营。截至2023年7月，该系统共包括一条环线公交线路和定制公交服务，路网覆盖了蒙吕埃勒市区内的主要街道和居民区。

## 政治

### 市政内阁

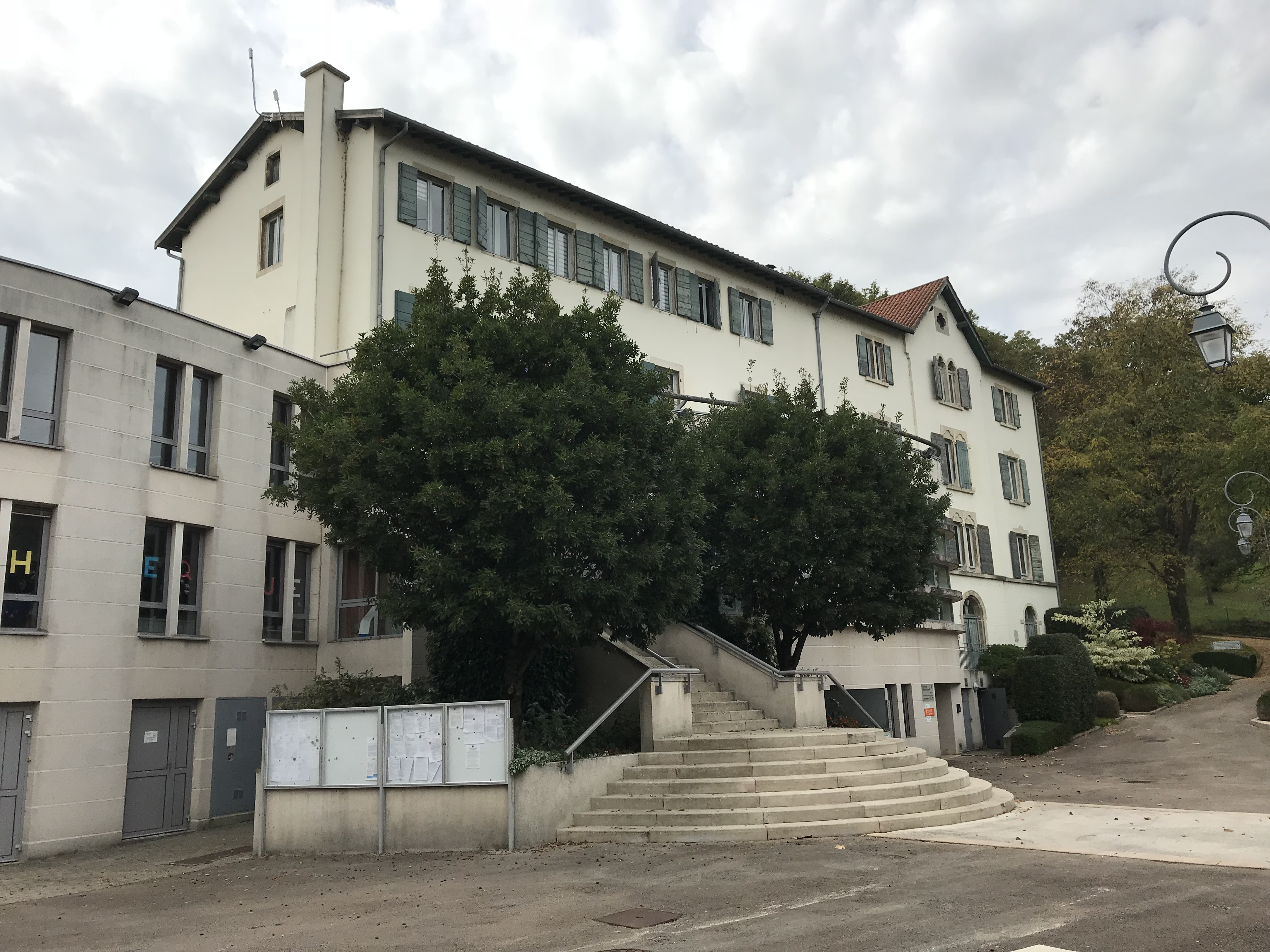
蒙吕埃勒市政厅

蒙吕埃勒的现任市长为安娜·法比亚诺女士（Anne FABIANO），她是一名无党派人士，自2022年起担任，其前任罗曼·多比耶先生在2020年的市政选举中获得了75.16%的支持率。
| 蒙吕埃勒历届市长 | 蒙吕埃勒历届市长                    | 蒙吕埃勒历届市长                                  |
| 任期             | 市长                                | 党派                                              |
| ---------------- | ----------------------------------- | ------------------------------------------------- |
| 1945年－1947年   | Charles SERVONNAT 夏尔·塞尔沃纳     | 不详                                              |
| 1947年－1968年   | Émile CIZAIN 埃米尔·西赞            | 不详                                              |
| 1968年－1999年   | Pierre CORMORÈCHE 皮埃尔·科尔莫雷什 | Centriste中间派 →UDF法国民主联盟 →CDS社会民主中心 |
| 1999年－2008年   | Jacques BANDERIER 雅克·邦德里耶     | DVD右翼无党派人士                                 |
| 2008年－2014年   | Jacky BERNARD 雅基·贝尔纳           | PS社会党                                          |
| 2014年－2022年   | Romain DAUBIÉ 罗曼·多比耶           | UMP人民运动联盟 →LR共和黨 →DVD右翼无党派人士      |
| 2022年－         | Anne FABIANO 安娜·法比亚诺          | 無黨籍                                            |

### 各级选举
| 蒙吕埃勒历届投票选举结果 | 蒙吕埃勒历届投票选举结果 | 蒙吕埃勒历届投票选举结果 | 蒙吕埃勒历届投票选举结果 | 蒙吕埃勒历届投票选举结果      | 蒙吕埃勒历届投票选举结果 | 蒙吕埃勒历届投票选举结果 | 蒙吕埃勒历届投票选举结果      | 蒙吕埃勒历届投票选举结果 | 蒙吕埃勒历届投票选举结果 |
| 选举项目                 | 选举范围                 | 选区单位                 | 选区单位内的选举结果     | 选区单位内的选举结果          | 选区单位内的选举结果     | 选区单位内的选举结果     | 选区单位内的选举结果          | 选区单位内的选举结果     | 参考资料                 |
| 选举项目                 | 选举范围                 | 选区单位                 | 第一轮胜出者             | 第一轮胜出者                  | 支持率                   | 第二轮胜出者             | 第二轮胜出者                  | 支持率                   | 参考资料                 |
| ------------------------ | ------------------------ | ------------------------ | ------------------------ | ----------------------------- | ------------------------ | ------------------------ | ----------------------------- | ------------------------ | ------------------------ |
| 2017年法國總統選舉       | 法國                     | 市镇                     |                          | 玛丽娜·勒庞                   | 24.46%                   |                          | 埃马纽埃尔·马克龙             | 64.78%                   | [ 29 ]                   |
| 2017年法国立法选举       | 安省第二选区             | 市镇                     |                          | 玛丽-让娜·贝盖                | 36.77%                   |                          | 玛丽-让娜·贝盖                | 53.46%                   | [ 29 ]                   |
| 2019年欧洲议会选举       | 法國                     | 市镇                     |                          | 若尔当·巴尔代拉               | 23.26%                   | （不适用）               | （不适用）                    | （不适用）               | [ 31 ]                   |
| 2021年法国省级选举       | 安省                     | 县                       |                          | 罗曼·多比耶 埃利萨贝特·拉罗什 | 42.62%                   |                          | 罗曼·多比耶 埃利萨贝特·拉罗什 | 76.22%                   | [ 32 ]                   |
| 2021年法国省级选举       | 安省                     | 市镇                     |                          | 罗曼·多比耶 埃利萨贝特·拉罗什 | 57.34%                   |                          | 罗曼·多比耶 埃利萨贝特·拉罗什 | 84.43%                   | [ 32 ]                   |
| 2021年法国大区选举       |                          | 市镇                     |                          | 洛朗·沃基耶                   | 42.23%                   |                          | 洛朗·沃基耶                   | 55.65%                   | [ 33 ]                   |
| 2022年法国总统选举       | 法國                     | 市镇                     |                          | 埃马纽埃尔·马克龙             | 25.64%                   |                          | 埃马纽埃尔·马克龙             | 60.65%                   | [ 29 ]                   |
| 2022年法国立法选举       | 安省第二选区             | 市镇                     |                          | 吕米尔·拉普赖                 | 31.12%                   |                          | 罗曼·多比耶                   | 54.19%                   | [ 29 ]                   |

## 人口
2020年，蒙吕埃勒市镇人口数量为6,864，在法国排名第1,555位。其中男性3,306人，女性3,580人，75岁及以上人口占7.9%，外籍人口数量为608人，人口密度为171人/平方公里，当地居民被称为。2020年，蒙吕埃勒境内出生81人，死亡人口80人。
| 蒙吕埃勒1901年－2020年人口变化情况 |
|                                    |
| 数据来源：Cassini、INSEE           |

## 经济

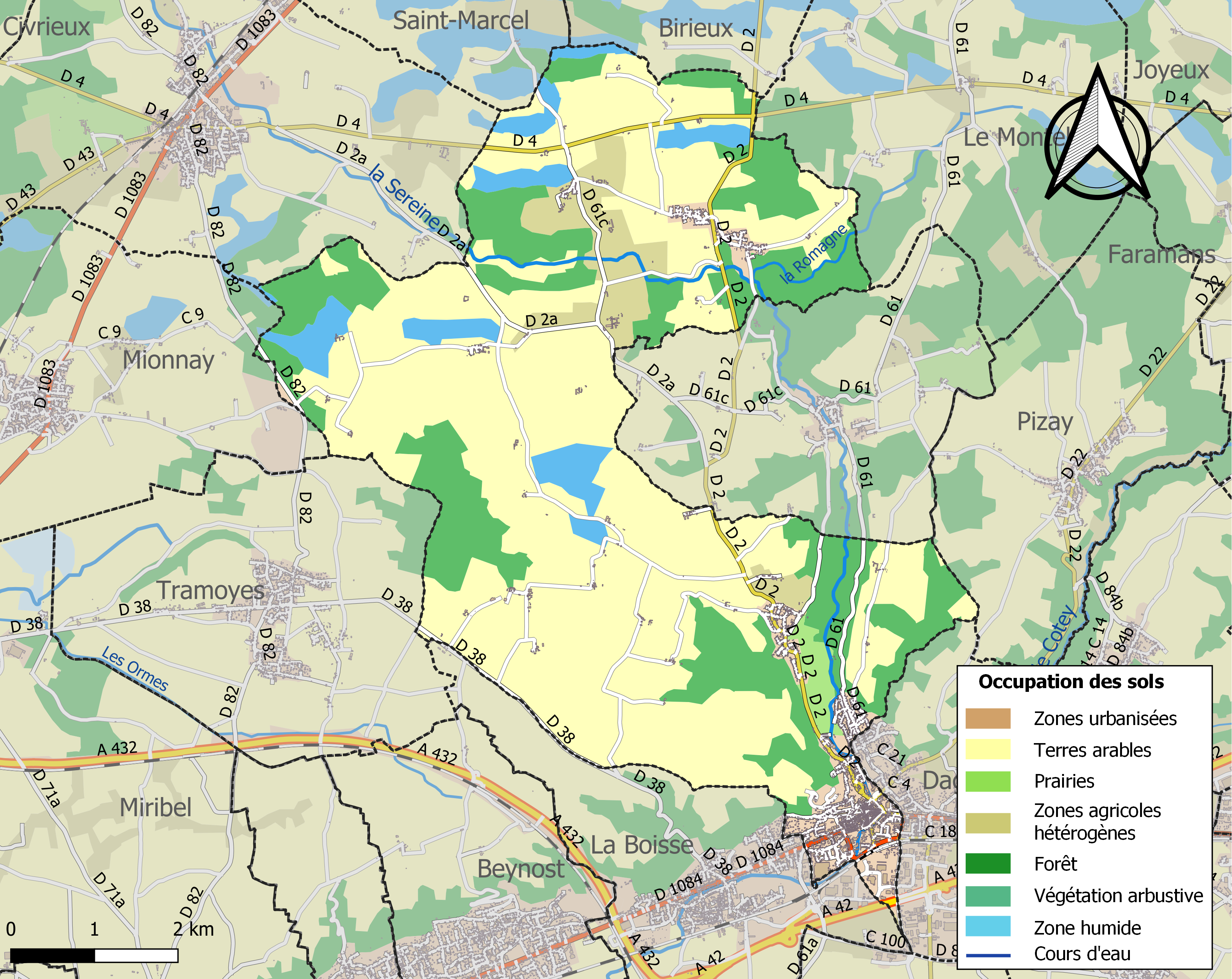
蒙吕埃勒土地利用情况地图

蒙吕埃勒是一个区域性的中心城市。截至2023年7月，蒙吕埃勒市镇范围内共有各类用人单位（包含自雇）967家，平均历史为15年，其中98.64%为中小型企业（PME），2023年5月至7月间，当地的经济活力指数为0。（制冷设备）、（五金及家居销售）及（金属部件生产）是当地2021年营业额最高的三个企业，分别为596,100,918欧元、211,309,462欧元和49,439,502欧元。

## 财政与居民收入
2021年，蒙吕埃勒的财政收入总额为6,205,140欧元，财政支出总额为5,817,510欧元，当年的债务总额为4,670,040欧元。2021年，蒙吕埃勒市镇通过增值税获得138,510欧元的收入，此外当地还共获得了112,440欧元的国家直接财政补助。
2019年，蒙吕埃勒的人均月收入总额为2,365欧元，其中高级职员为3,802欧元，低于法国平均水平（4,230欧元）；中级职员为2,398欧元，低于法国平均水平（2,411欧元）；普通职员为1,797欧元，高于法国平均水平（1,740欧元）。
2019年，蒙吕埃勒境内的贫困率为13%，青壮年（15至64岁）失业率为10.0%；当地49.2%的家庭拥有纳税资格，平均纳税3,002欧元，低于法国平均水平（4,393欧元）。

## 社会事务

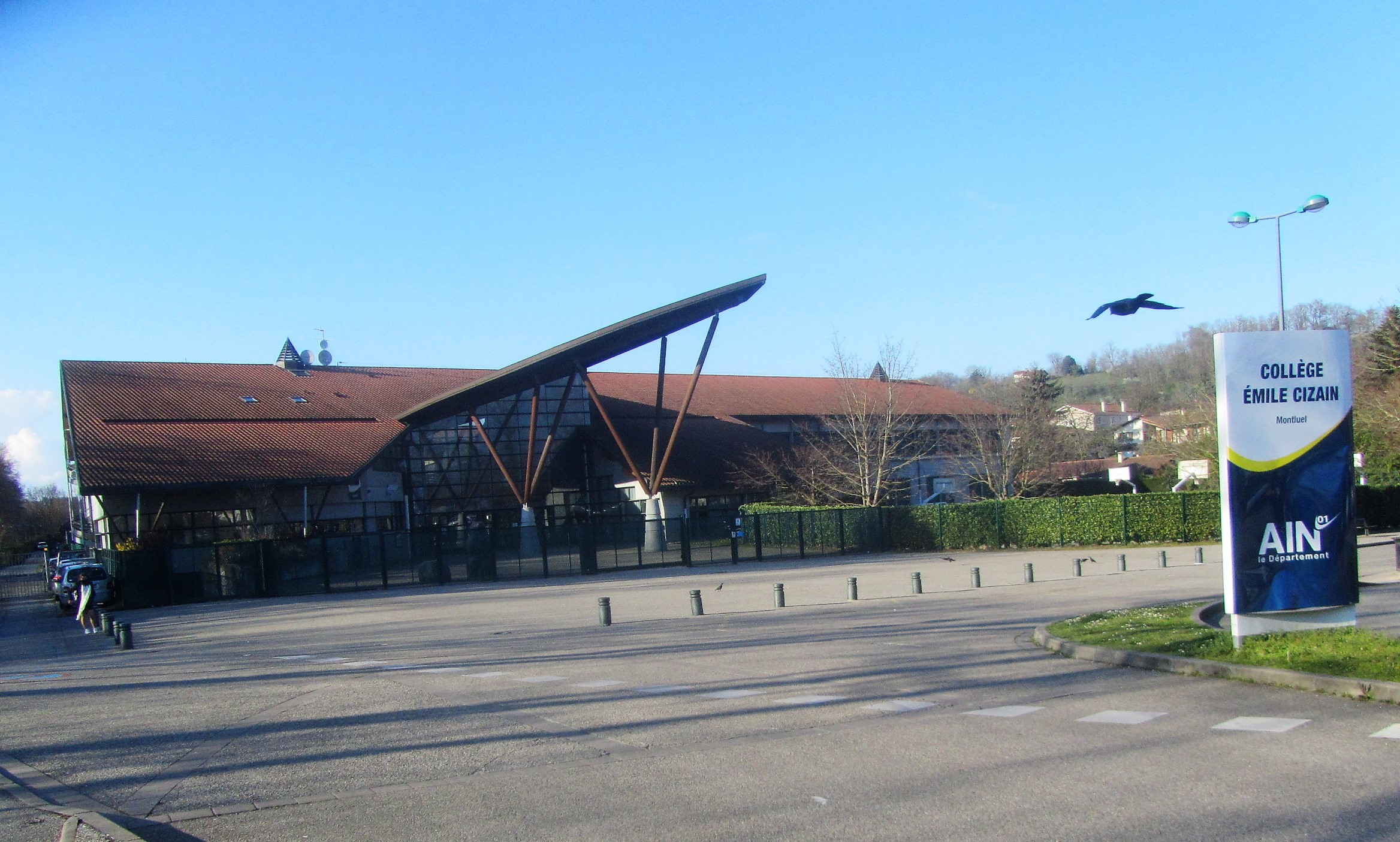
埃米尔·西赞初级中学

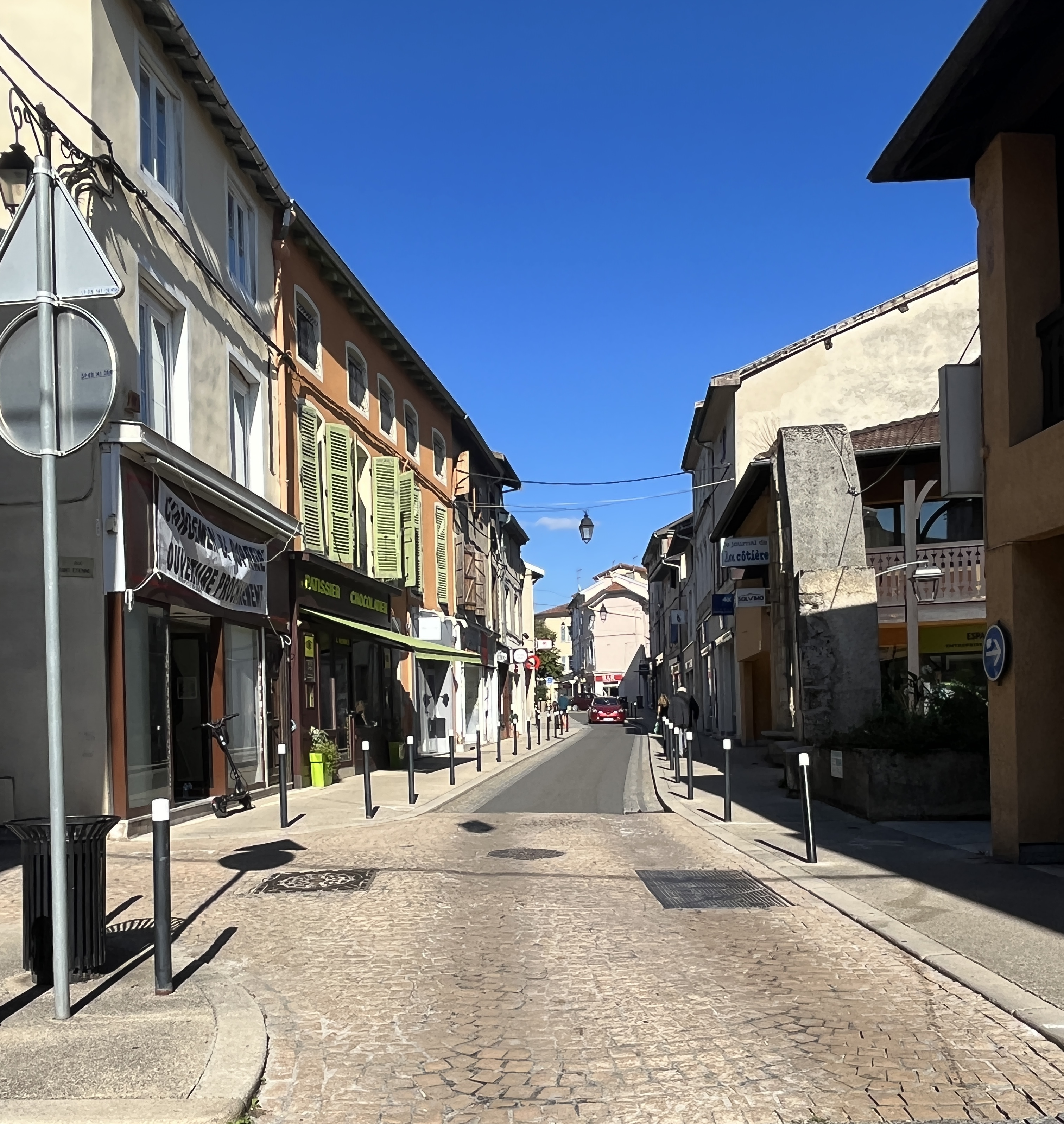
镇中心主街

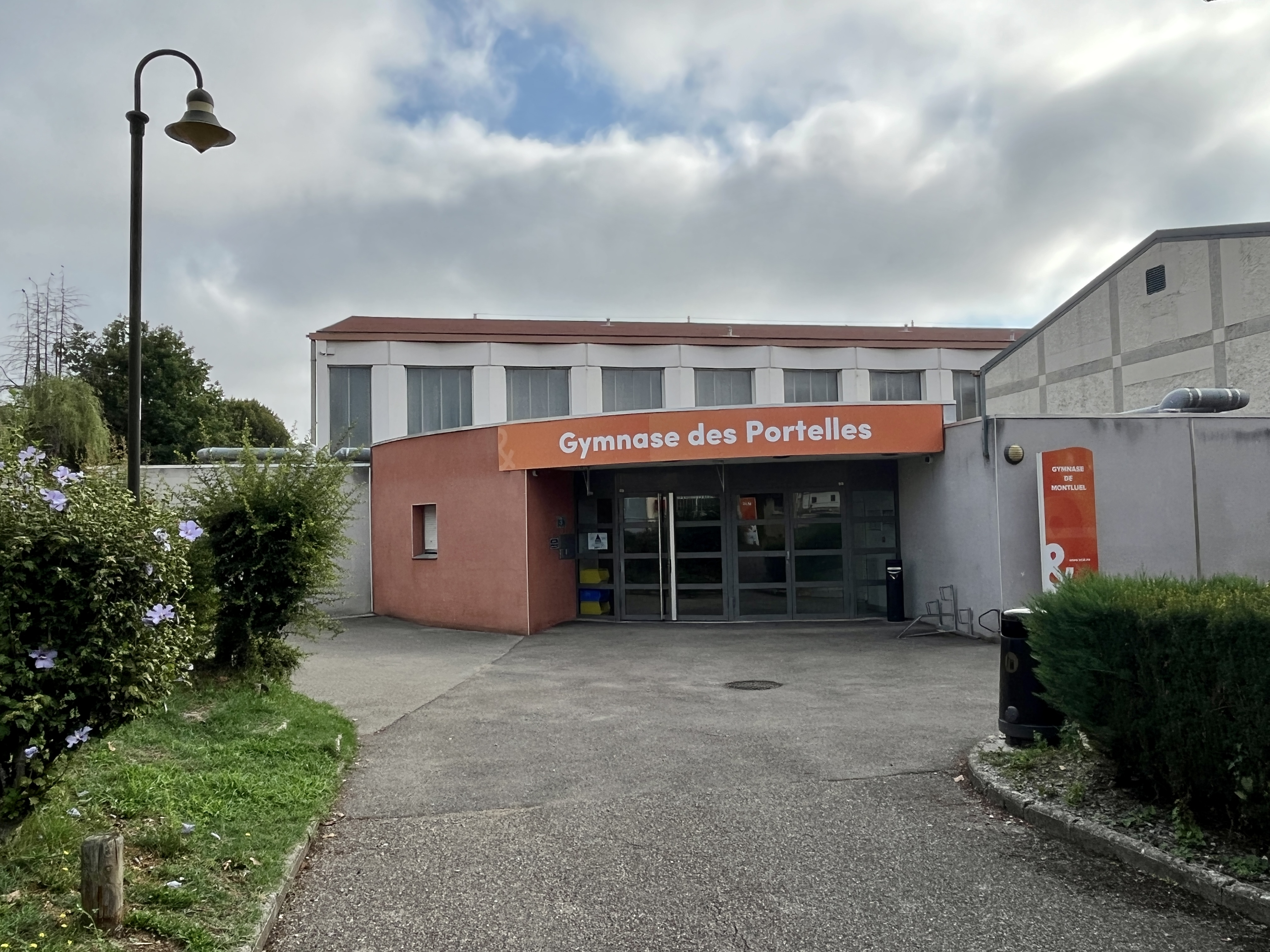
波尔泰勒健身房

### 教育
蒙吕埃勒属于里昂学区。截至2021年1月1日，蒙吕埃勒境内共有1所幼儿园、3所小学、1所初级中学和2所农业高中。2021至2022学年度，蒙吕埃勒境内共有在校中等教育阶段学生721名。

### 医疗
截至2021年1月1日，蒙吕埃勒境内共有全科医生1名、保健师21名、牙医2名、护士11名、眼科医生11名和助产士2名。境内共有药房2家、养老院2家、残疾人帮扶中心1家。
距离蒙吕埃勒最近的区域性医疗机构为里昂人民慈善会，其下属的莱沙尔佩讷医院（Hôpital des Charpennes）位于维勒班，距离蒙吕埃勒市区的正常车程约20分钟，该院设有床位221个，是里昂市区北部规模最大的公立综合性医院。

### 住房
2019年，蒙吕埃勒境内共有各类住房3,259套，其中44.2%为独立式居民区，55.3%为集中式居民区。常住房屋占蒙吕埃勒市镇范围内居民建筑总量的90.9%。
在住房保障政策方面，2021年，蒙吕埃勒境内共有570户家庭获得了住房经济补助，受益人数占总人口数量的8.3%，其中554份为房租补助。

### 商业
2021年，蒙吕埃勒境内共有各类实体商铺152家，其中餐厅17家、大型超市1家、杂货店2家、面包房4家、肉铺3家、银行门店5家、美容美发店18家、汽车维修店12家。镇中心建有一家Super U商场。

### 体育
2021年，蒙吕埃勒境内共有1间体育馆、2座综合体育场、6处网球场、2处马术场、1处足球或橄榄球场以及1处篮球或排球场。
截至2023年7月，蒙吕埃勒足球俱乐部（Montluel Foot Club，编号560321）是蒙吕埃勒境内唯一的一家注册足球俱乐部，其主队2022至2023赛季参加安省足球联赛丁组（法国第十二级别），其主场为市政球场（Stade Municipal）。

### 环境
蒙吕埃勒的环境事务由其所属的河岸—蒙吕埃勒市镇公共社区联合各级政府协调负责。2021年，蒙吕埃勒境内共有2家污染企业。

### 治安
2021年，蒙吕埃勒市镇范围内有1处宪兵队。
蒙吕埃勒及其附近的共86个市镇是特雷武国家宪兵队（zone gendarmerie de Trévoux）的管辖范围。2020年，该宪兵队累计记录各类案件5,716起，其中盗窃类案件3,300起，经济类案件852起，毒品交易类案件147起。

## 文化
2021年，蒙吕埃勒境内有1家电影院。蒙吕埃勒市政府提供市政图书馆（Bibliothèque municipale），每周二、三、六向公众开放。

### 建筑
蒙吕埃勒境内有多处历史建筑，其中莱马赖圣母教堂、圣巴泰莱米小教堂等为法国国家文物保护单位。

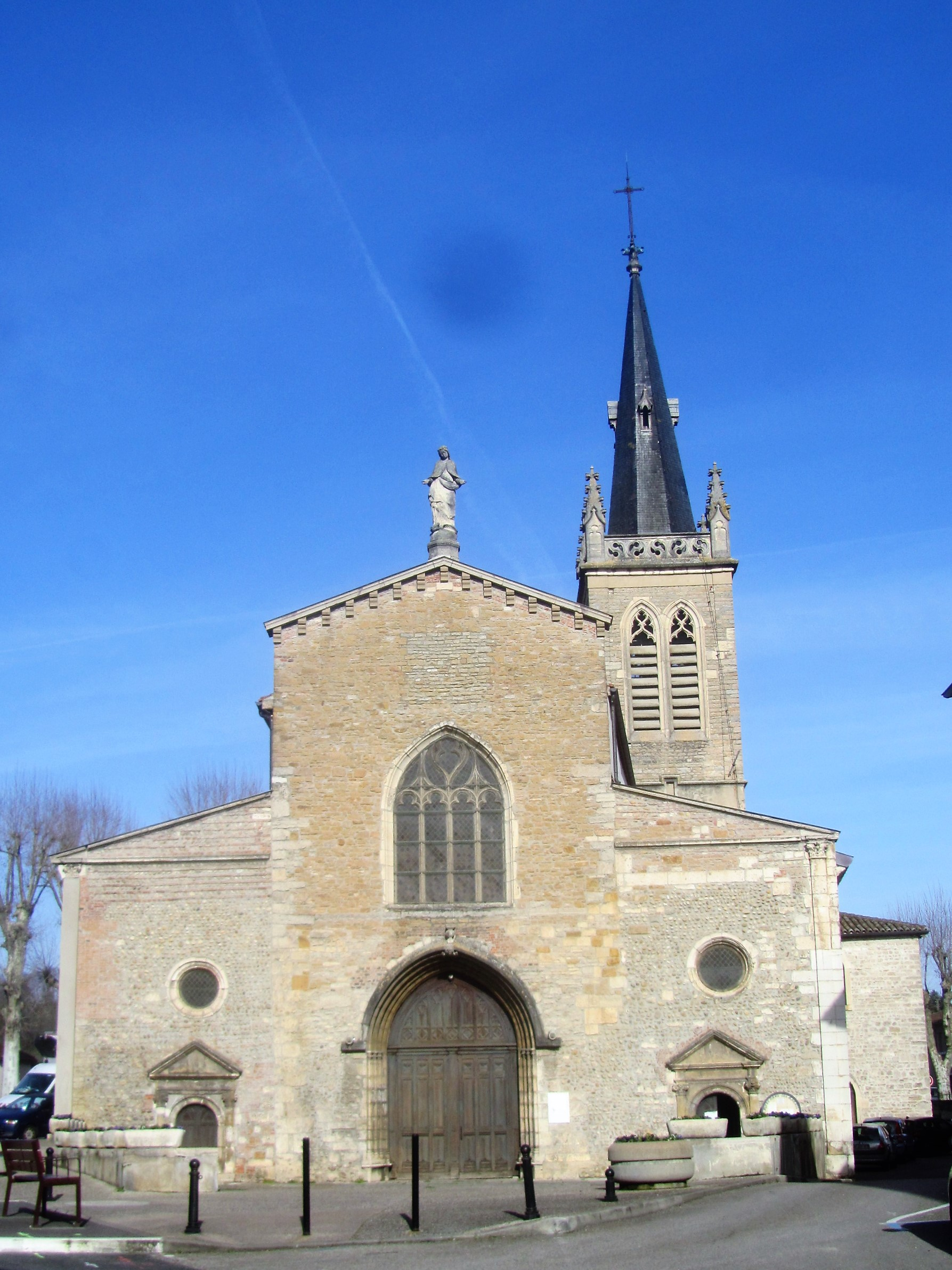
莱马赖圣母教堂（法语：Église Notre-Dame-des-Marais de Montluel）
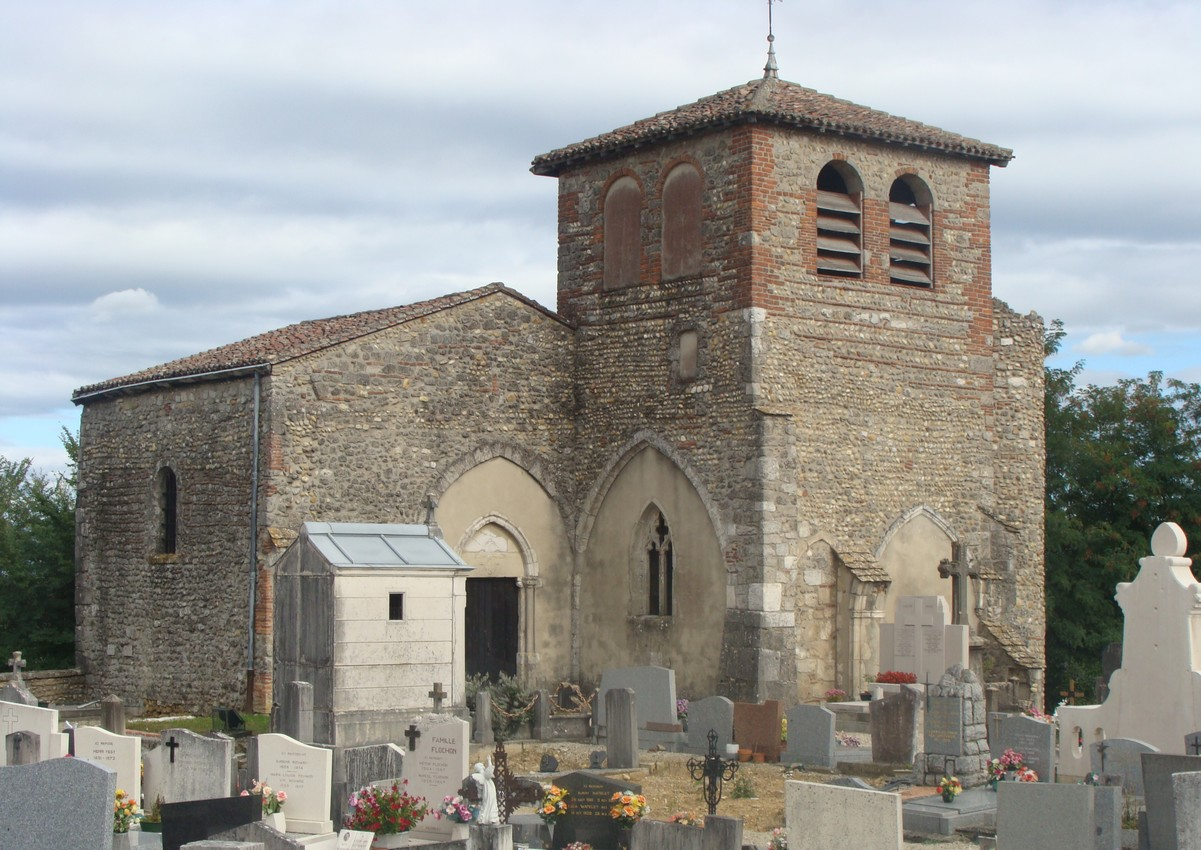
圣巴泰莱米小教堂（法语：Chapelle Saint-Barthélemy de Montluel）
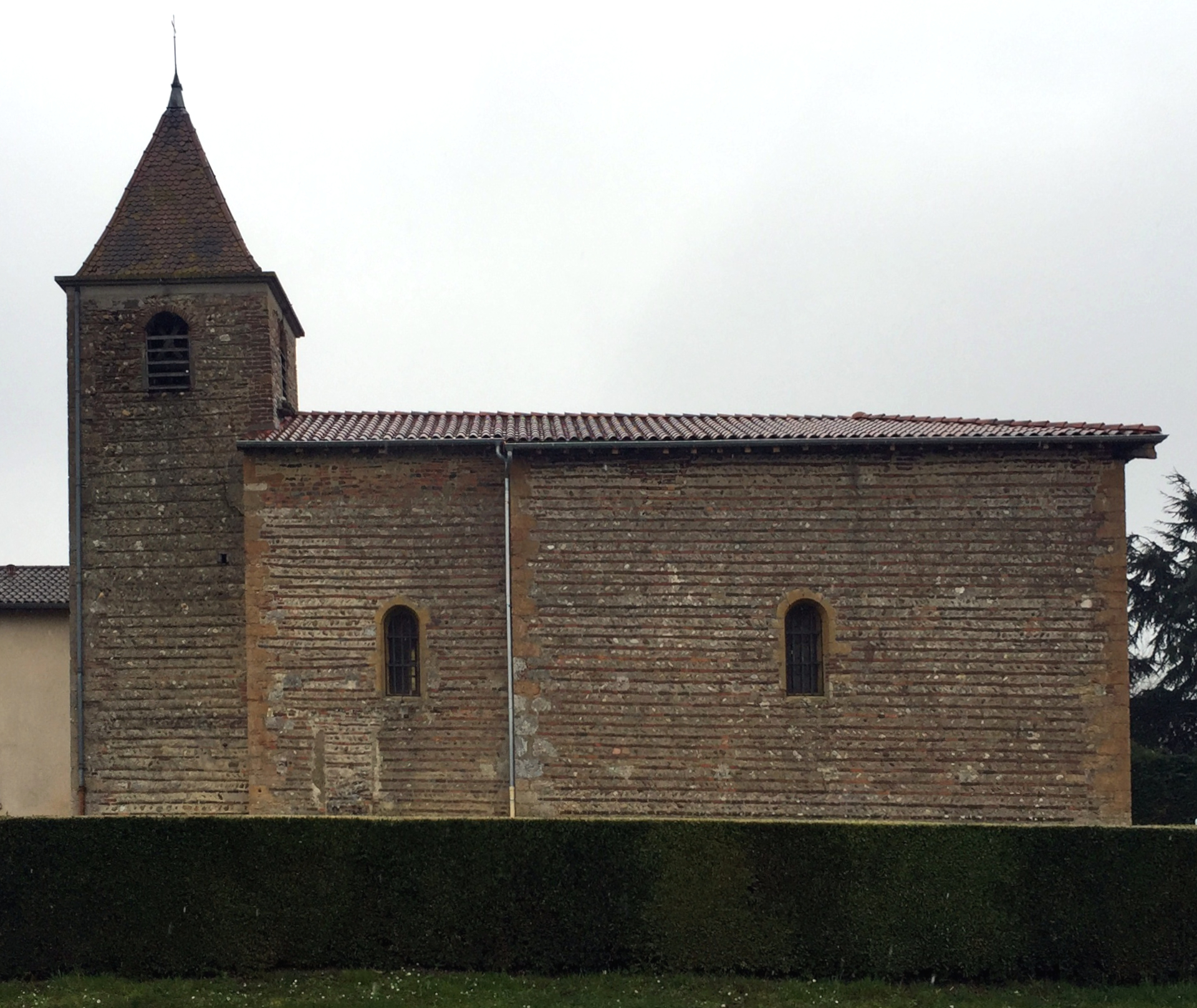
罗马内什圣马丁教堂（法语：Église Saint-Martin de Romanèche）
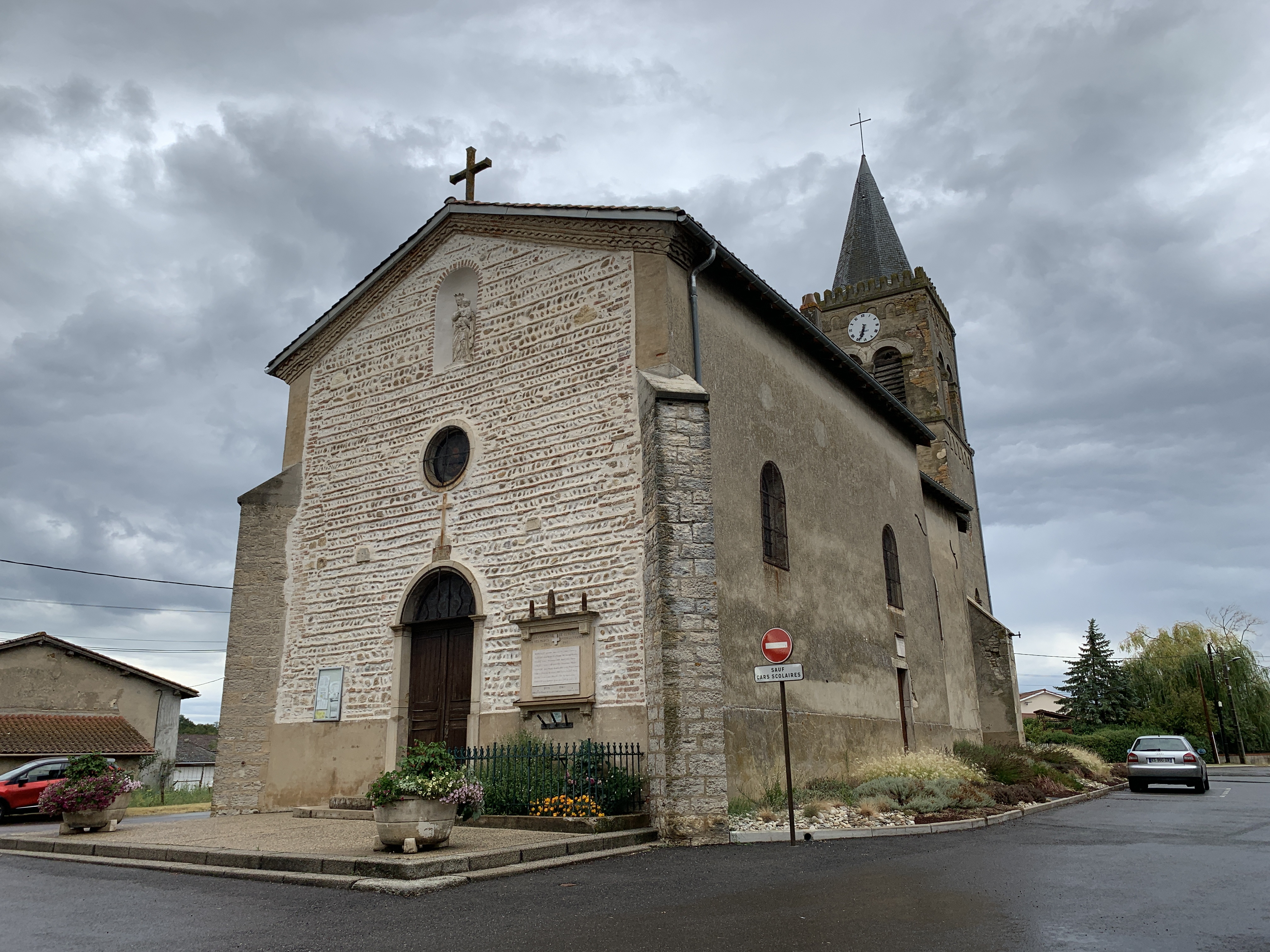
科尔迪约圣罗曼教堂（法语：Église Saint-Romain de Cordieux）
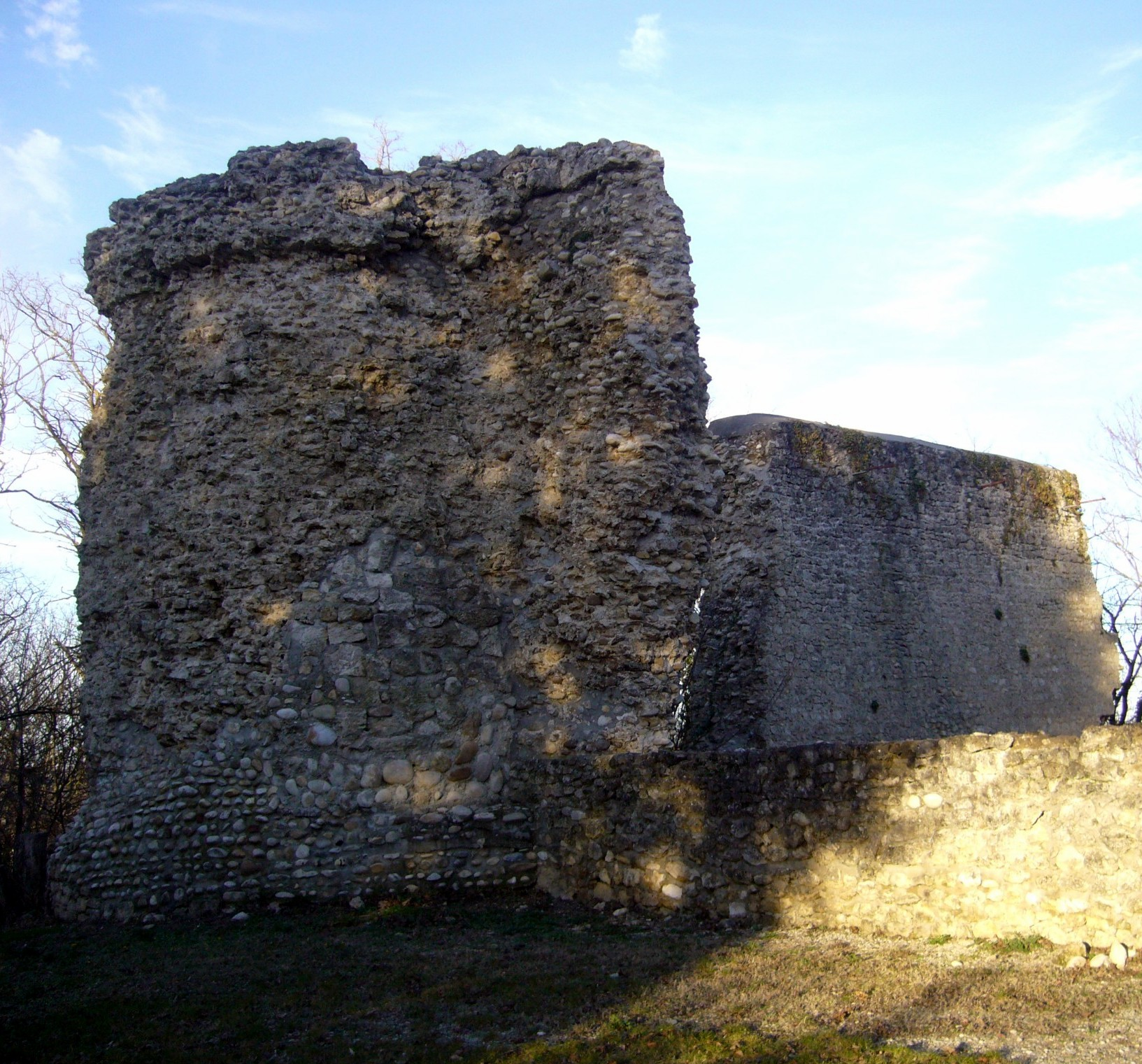
城堡旧址
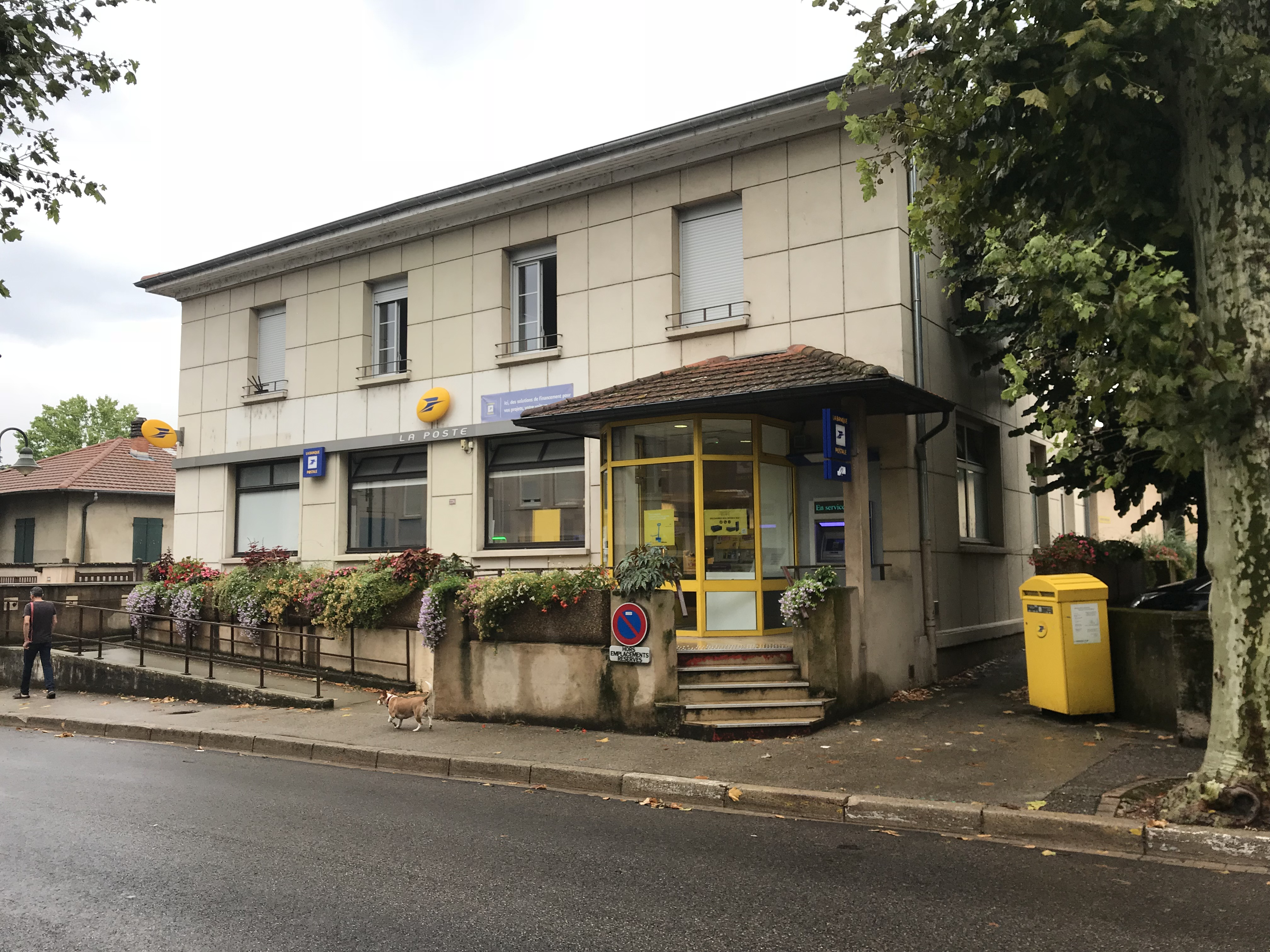
邮政大楼
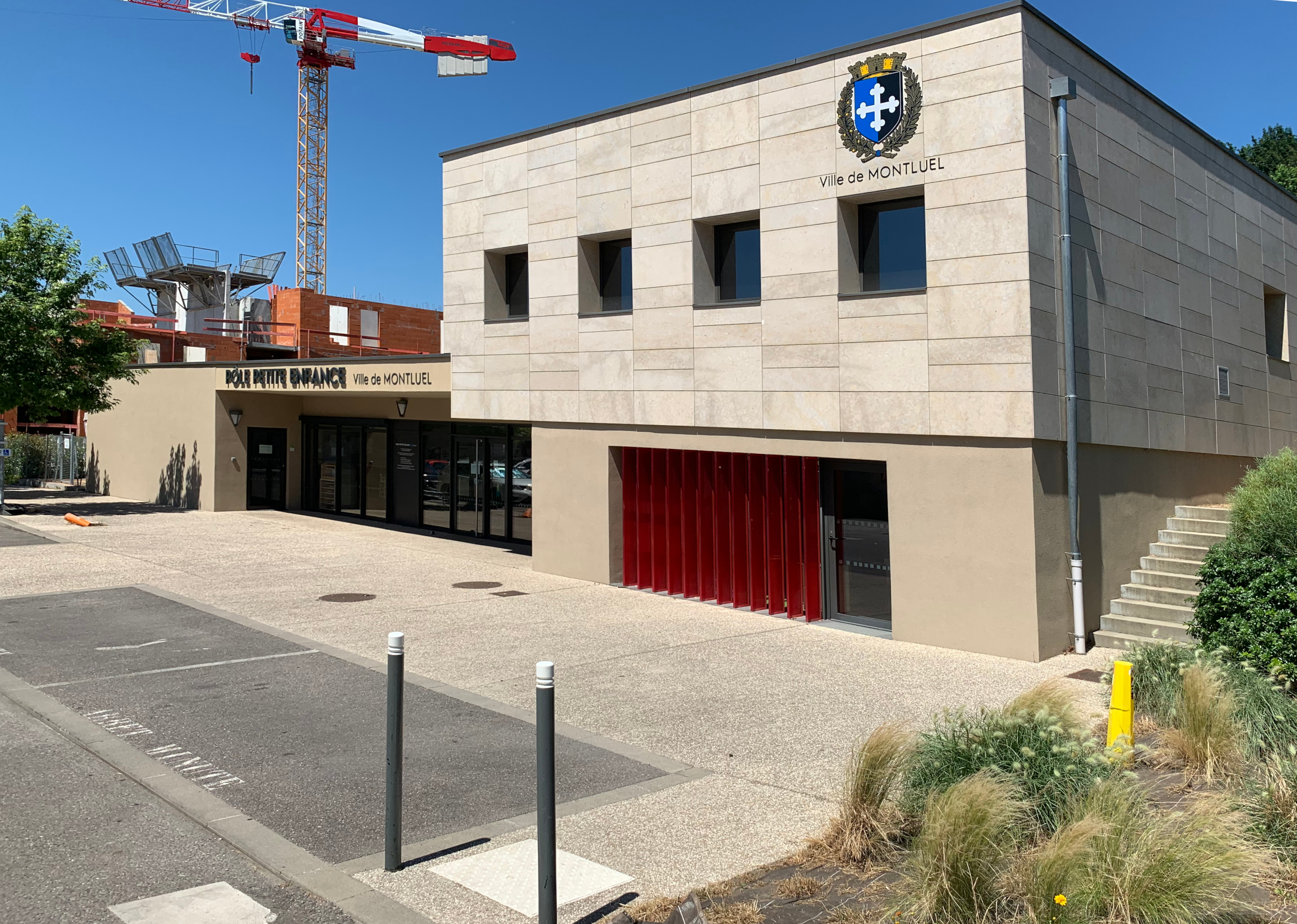
青少年文化宫

### 旅游
蒙吕埃勒的旅游事务由其所属的河岸—蒙吕埃勒市镇公共社区负责。2022年，蒙吕埃勒境内共有1家酒店共计8间房间。

### 媒体
法国主要的媒体均可在蒙吕埃勒接收，法国电视三台下属的奥弗涅-罗讷-阿尔卑斯大区频道在部分时段播出蒙吕埃勒所在安省的地方新闻。《安省之声》、《进步报》、里昂第一广播、Scoop广播等是当地主要的地方性媒体。

## 相关人物
法国画家菲利普·塔西耶出生于蒙吕埃勒。

## 友好城市
截至2023年7月，蒙吕埃勒共与一座城市建立了友好城市关系：
- 德国 奥斯特菲尔登